# Список Героев Советского Союза (Ханты-Мансийский автономный округ)
Список Героев Советского Союза (Ханты-Мансийский автономный округ РСФСР)

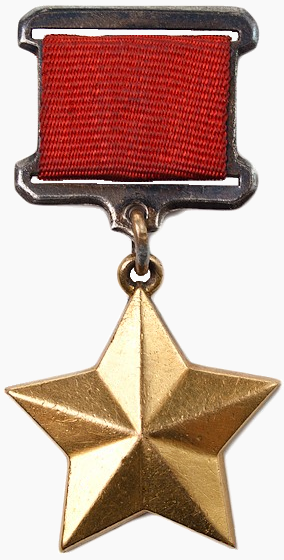
Медаль «Золотая Звезда» — вручалась Героям Советского Союза

## А
- Амиршоев, Сафар (1912—1944) — артиллерист, гвардии старший сержант, участник Великой Отечественной войны.
- Ажимов, Тулебай Хаджибраевич (1921—1988) — участник Великой Отечественной войны: стрелок 862-го стрелкового полка 197-й стрелковой дивизии 3-й гвардейской армии 1-го Украинского фронта, гвардии сержант. Звание Героя Советского Союза присвоено в 1944 году.
- Архангельский, Николай Васильевич (1921—1945) — участник Великой Отечественной войны: заместитель командира эскадрильи 57-го бомбардировочного авиационного полка 221-й бомбардировочной авиационной дивизии 16-й воздушной армии 1-го Белорусского фронта, старший лейтенант. Звание Героя Советского Союза присвоено посмертно, в 1944 году.

## Б
- Бабичев, Пётр Алексеевич (1922—1993) — участник Великой Отечественной войны: командир взвода пешей разведки 116-го гвардейского стрелкового полка 40-й гвардейской стрелковой дивизии 4-й гвардейской армии 3-го Украинского фронта, гвардии лейтенант. Звание Героя Советского Союза присвоено в 1945 году.
- Безносков, Иван Захарович (1918—1945) — участник Великой Отечественной войны: командир батальона, 333-го гвардейского стрелкового полка, 117-й гвардейской Бердичевской стрелковой дивизии, 13-й армии, 1-го Украинского фронта, гвардии капитан. Звание Героя Советского Союза присвоено посмертно, в 1945 году.

## К
- Корольков, Иван Васильевич (1919—1984) — участник Великой Отечественной войны: пулемётчик 221-го гвардейского стрелкового полка 77-й гвардейской стрелковой дивизии 61-й армии Центрального фронта, гвардии ефрейтор. Звание Героя Советского Союза присвоено в 1944 году.

## П
- Панов, Пётр Яковлевич (1912—2002) — участник Великой Отечественной войны: артиллерист, командир орудия 3-й батареи 729-го отдельного истребительно-противотанкового артиллерийского дивизиона 16-го танкового корпуса 2-й танковой армии Центрального фронта, сержант. Звание Героя Советского Союза присвоено в 1943 году.
- Пуртов, Фёдор Петрович (1920—2017) — участник Великой Отечественной войны: артиллерист, командир дивизиона 786-го лёгкого артиллерийского полка 46-й лёгкой артиллерийской бригады 12-й артиллерийской дивизии 4-го артиллерийского корпуса прорыва 1-го Белорусского фронта, капитан. Звание Героя Советского Союза присвоено в 1944 году.

## С
- Сирин, Николай Иванович (1922—1943) — участник Великой Отечественной войны: красноармеец-стрелок 130-го гвардейского стрелкового полка 44-й гвардейской стрелковой дивизии 1-й гвардейской армии Юго-Западного фронта, гвардии рядовой. Звание Героя Советского Союза присвоено в 1943 году.
- Собянин, Гавриил Епифанович (1896—1944) — участник Великой Отечественной войны: красноармеец-стрелок-снайпер 301-го стрелкового полка 48-й стрелковой дивизии 2-го Прибалтийского фронта, рядовой. Звание Героя Советского Союза присвоено посмертно в 1945 году.

## У
- Унжаков, Алексей Филиппович (1923—1994) — участник Великой Отечественной войны: артиллерист, командир орудия 1620-го лёгкого артиллерийского полка 20-й артиллерийской дивизии 51-й армии 1-го Прибалтийского фронта, старший сержант. Звание Героя Советского Союза присвоено в 1945 году.

## Ч
- Чухарев, Вячеслав Фёдорович (1926—1959) — участник Великой Отечественной войны: танкист, старший радист-пулемётчик танка «Т-34» 3-го танкового батальона 117-й Унечской танковой бригады 1-го танкового корпуса 6-й гвардейской армии 1-го Прибалтийского фронта, гвардии младший сержант. Звание Героя Советского Союза присвоено в 1945 году.